# Pedro Grané
Pedro Grané Pi (São Paulo, 10 de novembro de 1897 — São Paulo, 22 de junho de 1985) foi um futebolista brasileiro que se destacou jogando pelo Corinthians.
Filho de imigrantes espanhóis, é considerado um dos melhores laterais-direitos que já passaram pelo clube, e formou um trio famoso com o goleiro Tuffy e o zagueiro Del Debbio nos anos 20 e 30. Grané destacou-se pelos chutes fortes, que lhe valeram o apelido de 420 (nome do canhão de maior calibre da época).
Com a camisa do alvinegro do Parque São Jorge, Grané fez 51 gols em 189 partidas (segundo o jornal O Estado de S.Paulo foram 50 gols em 179 partidas). Os principais títulos conquistados pelo Corinthians foram os Campeonatos Paulistas de 1924,1928,1929 e 1930.
Grané defendeu também o tradicional Clube Atlético Ypiranga, que naquela época tinha um dos times de futebol mais fortes do cenário nacional, até se transferir para o Corinthians em 1924.

## Títulos
Corinthians
- Campeonato Paulista de Futebol de 1924[6]

Seleção Paulista
- Seleção Paulista de Futebol - Campeonato Brasileiro de Seleções Estaduais de 1926 e 1929.[7]

Seleção Brasileira
- Copa Roca de 1922[8]